# Третяк Леонід Олександрович
Леонід Олександрович Третяк (6 березня 1958, Київ) — відомий український дипломат. Колишній Повірений у справах України в Португалії.

## Біографія
Народився 6 березня 1958 року у місті Києві.  Батько - Третяк Олександр Никифорович (22 квітня 1932 - 6 серпня 2010 р.), доктор геолого-мінералогічних наук, професор. провідний науковий співробітник Інституту геофізики НАН України ім. С.І.Субботіна. Мати - Слинько Алла Іванівна (8 жовтня 1930 р. - 15 березня 2014 р.). Була інженером-спектроскопістом Тресту Укргеофізрозвідка. Походила із старовинного графського роду Улькових (по материнській лінії). У 1980 році закінчив Київський державний університет ім. Т.Шевченка та Дипломатичну Академію України при МЗС України (1999 р.), магістр зовнішньої політики, кандидат наук. Володіє англійською, французькою, латиською та російською мовами. Захоплюється рибальством, живописом та історією мистецтва. 
З 1975 по 1980 рр. - студент Київського державного університету ім. Т.Г.Шевченка (геологічний факультет). За першою освітою - інженер-геофізик.
З червня 1981 по жовтень 1993 року - молодший науковий співробітник, науковий співробітник, заступник керівника Лабораторії морської геофізики  Інституту геофізики ім. С.І Субботіна НАН України. У 1988 році захистив кандидатську дисертацію. У '1989-1991 рр. працював заступником керівника лабораторії геофізики Науково-дослідницького центру Рогбане у м. Конакрі (Республіка Гвінея). Брав участь у багатьох морських наукових експедиціях на наукових пароплавах "Михайло Ломоносов", "Академік Вернадський", "Професор Колєсніков" тощо.
У 1993–1994 рр. — Другий секретар Управління контролю за озброєннями та роззброєння;
У 1994–1995 рр. — другий секретар Управління Європи та Америки;
У 1995–1997 рр. — другий секретар по посаді першого секретаря, прес-секретар Посольства України в Латвії
У 1999–2000 рр. — перший секретар по посаді радника Управління політичного аналізу і планування Міністерства закордонних справ України України;
У 2000–2003 рр. — перший секретар, радник Посольства України в Алжирі;
У 2003–2005 рр. — в.о. заступника начальника Управління інформаційної політики, начальник відділу Управління інформаційної політики МЗС України, начальник відділу політичного планування Політичного департаменту МЗС України;
У 2005–2009 рр. — радник Посольства України в Литві;
У 2009–2013 рр. — начальник відділу з питань тимчасового перебування ЧФ РФ на території України та  питань безпеки. Першого територіального департаменту МЗС України, секретар української частини Підкомісії з питань функціонування Чорноморського флоту Російської Федерації та його перебування на території України Українсько-Російської міждержавної комісії, член секретаріату Українсько-Російської міждержавної комісії;
З листопада 2013 року — перший секретар Посольства України в Португальській Республіці
З 30 квітня 2014 року — Тимчасовий повірений у справах України в Португальській Республіці
З жовтня 2018 року - радник відділу правового оформлення державного кордону України Департаменту міжнародного права МЗС України. Заступник голови української частини Міждержавної комісії з питань правового оформлення державного кордону України.
Державні нагороди:  "Медаль Г.К.Жукова" (за розвиток військової співпраці між Україною та Алжиром), "Медаль Т.Г.Шевченка".
Одружений втретє. Має сина від першого шлюбу, і онука.

## Дипломатичний ранг
- Радник першого класу (з 2012 р.).